# Pokrovskije vorota
Pokrovskije vorota (russisk: Покровские ворота, da.: Pokrovskij-porten) er en sovjetisk spillefilm fra 1982 instrueret af Mikhail Kozakov.

## Medvirkende
- Jelena Koreneva som Ljudotjka
- Oleg Mensjikov som Konstantin “Kostik” Romin
- Inna Uljanova som Margarita Pavlovna
- Viktor Bortsov som Savva Ignatjevitj
- Jevgenij Morgunov som Sojev